# Parti Républicain de la Liberté
De Parti Républicain de la Liberté PRL, Nederlands: Republikeinse Partij van de Vrijheid, was een politieke partij in Frankrijk, die van 1945 tot 1951 bestond. Dat was ten tijde van de Vierde Franse Republiek. De partij voerde een centrumrechtse politiek.
De partij was conservatief, voorstander van economisch liberalisme en tegen samenwerking met linkse partijen, zoals met de socialistische SFIO en de linkervleugel van de Parti Radical-Socialiste.

## Geschiedenis
De Parti Républicain de la Liberté werd in 1945, na de bevrijding van Frankrijk, door Michel Clemenceau, Joseph Laniel en anderen opgericht. Michel Clemenceau was de zoon van Georges Clemenceau, die van premier van Frankrijk was geweest. Voor de oorlog behoorden de meeste oprichters tot de Alliance Démocratique en de Fédération Républicaine.
De oprichters, veelal afkomstig uit de meer rechtse verzetsbewegingen, wilden aanvankelijk het hele rechtse politieke spectrum verenigen, maar slaagde hier niet in, omdat de traditionele, vooroorlogse rechtse politici, zich na de bevrijding weer aansloten bij de oude partijen. Conform de Franse republikeinse traditie weigerde de leiding van de PRL de partij te omschrijven als een "rechtse" partij, maar als een "centrum" partij.
De Parti Républicain de la Liberté riep in 1946 haar leden op om tijdens het referendum over een nieuwe grondwet tegen te stemmen. Bij de parlementsverkiezingen van 1946 behaalde de PRL 38 zetels in de Assemblée nationale. Michel Clemenceau, voorzitter van de partij, was bij de presidentsverkiezingen van 1947 kandidaat en kreeg onder de parlementariërs 60 van de 883 stemmen.
De Centre National des Indépendants, de Parti Paysan d'Union Sociale en de Parti Républicain de la Liberté fuseerden in 1951 tot de Centre National des Indépendants et Paysans.

## Leden
- Michel Clemenceau, voorzitter
- Henri Giraud
- Joseph Laniel
- Joseph Lecacheux

## Voetnoten
1. ↑  Dat sterk in diskrediet was geraakt vanwege haar rol tijdens de bezetting.
2. ↑  Tijdens de Derde Franse Republiek en de Vierde Franse Republiek werden alleen monarchistische partijen beschouwd als "rechtse" partijen, alle andere partijen behoorden tot het "centrum" of tot "links."
3. ↑  Dat wil zeggen tegen de vervanging van de grondwet van 1875 ter vervanging van een nieuwe grondwet met uitgebreide uitvoerende bevoegdheden voor de president van Frankrijk.